# 3732 Вавра
3732 Вавра (3732 Vávra) — астероїд головного поясу, відкритий 27 вересня 1984 року.
Тіссеранів параметр щодо Юпітера — 3,695.